# Manuela Pesko
Manuela Laura Pesko (Coira, 19 settembre 1978) è un'ex snowboarder svizzera.

## Biografia
Specializzata nell'halfpipe e attiva in Coppa del Mondo il 22 novembre 1978, ha ottenuto la sua prima vittoria il 17 dicembre 2002 nello halfpipe di Whistler. In carriera ha vinto quattro volte la Coppa del Mondo di disciplina.
In carriera ha preso parte due a rassegne olimpiche e a cinque iridate, vincendo due medaglie, tra cui l'oro nel 2007.

## Palmarès

### Mondiali
- 2 medaglie:
  - 1 oro (halfpipe ad Arosa 2007)
  - 1 argento (halfpipe ad Whistler 2005)

### Coppa del Mondo
- Vincitrice della Coppa del Mondo di halfpipe nel 2003, nel 2006, nel 2007 e nel 2008
- Miglior piazzamento nella Coppa del Mondo generale di freestyle: 3ª nel 2006
- 25 podi:
  - 13 vittorie
  - 7 secondi posti
  - 5 terzi posti

#### Coppa del Mondo - vittorie
| Data              | Luogo        | Paese         | Disciplina |
| ----------------- | ------------ | ------------- | ---------- |
| 17 dicembre 2002  | Whistler     | Canada        | HP         |
| 13 dicembre 2003  | Whistler     | Canada        | HP         |
| 26 febbraio 2005  | Sungwoo      | Corea del Sud | HP         |
| 9 gennaio 2006    | Kreischberg  | Austria       | HP         |
| 19 gennaio 2006   | Leysin       | Svizzera      | HP         |
| 18 marzo 2006     | Furano       | Giappone      | HP         |
| 3 febbraio 2007   | Bardonecchia | Italia        | HP         |
| 2 marzo 2007      | Calgary      | Canada        | HP         |
| 3 marzo 2007      | Calgary      | Canada        | HP         |
| 18 marzo 2007     | Stoneham     | Canada        | HP         |
| 1º settembre 2007 | Cardrona     | Nuova Zelanda | HP         |
| 9 marzo 2008      | Stoneham     | Canada        | HP         |
| 16 marzo 2008     | Valmalenco   | Italia        | HP         |

Legenda:

HP = Halfpipe